# Bobsleigh nos Jogos Olímpicos de Inverno de 1972
O bobsleigh nos Jogos Olímpicos de Inverno de 1972 foi realizado em Sapporo, no Japão. Dois eventos estiveram em disputa: prova de duplas e por equipes.

## Medalhistas
| Evento           | Ouro                                                                              | Prata                                                                                     | Bronze |
| ---------------- | --------------------------------------------------------------------------------- | ----------------------------------------------------------------------------------------- | --- |
| Duplas detalhes  | Alemanha Ocidental II Wolfgang Zimmerer Peter Utzschneider FRG Alemanha Ocidental | Alemanha Ocidental I Horst Floth Pepi Bader FRG Alemanha Ocidental                        | Suíça I Jean Wicki Edy Hubacher SUI Suíça                                                                            |
| Equipes detalhes | Suíça I Jean Wicki Hans Leutenegger Werner Carmichel Edy Hubacher SUI Suíça       | Itália I Nevio De Zordo Adriano Frassinelli Corrado Dal Fabbro Gianni Bonichon ITA Itália | Alemanha Ocidental I Wolfgang Zimmerer Stefan Gaisreiter Walter Steinbauer Peter Utzschneider FRG Alemanha Ocidental |

## Quadro de medalhas
| Ordem | País                   | Medalha de ouro | Medalha de prata | Medalha de bronze |   |
| ----- | ---------------------- | --------------- | ---------------- | ----------------- | - |
| 1     | FRG Alemanha Ocidental | 1               | 1                | 1                 | 3 |
| 2     | SUI Suíça              | 1               |                  | 1                 | 2 |
| 3     | ITA Itália             |                 | 1                |                   | 1 |
| TOTAL | TOTAL                  | 2               | 2                | 2                 | 6 |